# Правила страхования
Правила страхования — документ, разрабатываемый и утверждаемый страховой компанией (страховщиком), либо объединением страховщиков, а в обязательных видах страхования — ОСАГО, ОСОПО — государством
.
В правилах страхования и условиях страхования содержатся основные положения договора страхования, заключаемого путём вручения страховщиком страхователю на основании его письменного или устного заявления страхового полиса (сертификата, квитанции), подписанного страховщиком. Принятие этих документов страхователем означает его согласие на заключение договора страхования на предложенных страховщиком условиях.
Условия, содержащиеся в правилах страхования и не включенные в текст договора страхования (страхового полиса), обязательны для страхователя (выгодоприобретателя), если в договоре (страховом полисе) прямо указывается на применение таких правил и сами правила изложены в одном документе с договором (страховым полисом) или на его оборотной стороне либо приложены к нему. В последнем случае вручение страхователю при заключении договора правил страхования должно быть удостоверено записью в договоре.
При заключении договора страхования страхователь и страховщик могут договориться об изменении или исключении отдельных положений правил страхования и о дополнении правил.
Страхователь (выгодоприобретатель) вправе ссылаться в защиту своих интересов на правила страхования соответствующего вида, на которые имеется ссылка в договоре страхования (страховом полисе), даже если эти правила в силу настоящей статьи для него необязательны.